# Oreneta capnegra
L'oreneta capnegra (Atticora pileata) és una espècie d'ocell de la família dels hirundínids (Hirundinidae).
Es troba al sud de Mèxic, Guatemala, Hondures i El Salvador. El seu hàbitat natural principal són els boscos tropicals i subtropicals de frondoses humits de les terres baixes. El seu estat de conservació es considera de risc mínim.